# Karlstrup
Karlstrup ligger på Østsjælland og er en meget lille landsby i Solrød Kommune tæt på Køge Bugt. Lidt nord for landsbyen finder man Karlstrup Kirke.
Ved Karlstrup ligger Karlstrup Kalkgrav. Her kan man finde fossiler og vinbjergsnegle. Kalkgraven er dannnet ved gravning af kalk. Fra 1957 til 1975 blev der brudt 3,5 millioner tons kalk. Søen er 14 meter dyb, og temperaturen er lav under overfladen. Derfor er søen farlig at svømme i, og i 2014 drunknede en mand i søen. og i 2019 blev en kvinde fundet død i søen. Rådet for badesikkerhed fraråder badning i søen og det er forbudt at færdes på isen om vinteren. Karlstrup Kalkgrav kaldes også Karlstrup Sø; der er fiskemulighed.
Fra landsbyen er der ca. tre kilometer til Trylleskoven og Solrød Strand. Karlstrup tilhører Region Sjælland.